# グリーンズ (レストラン)

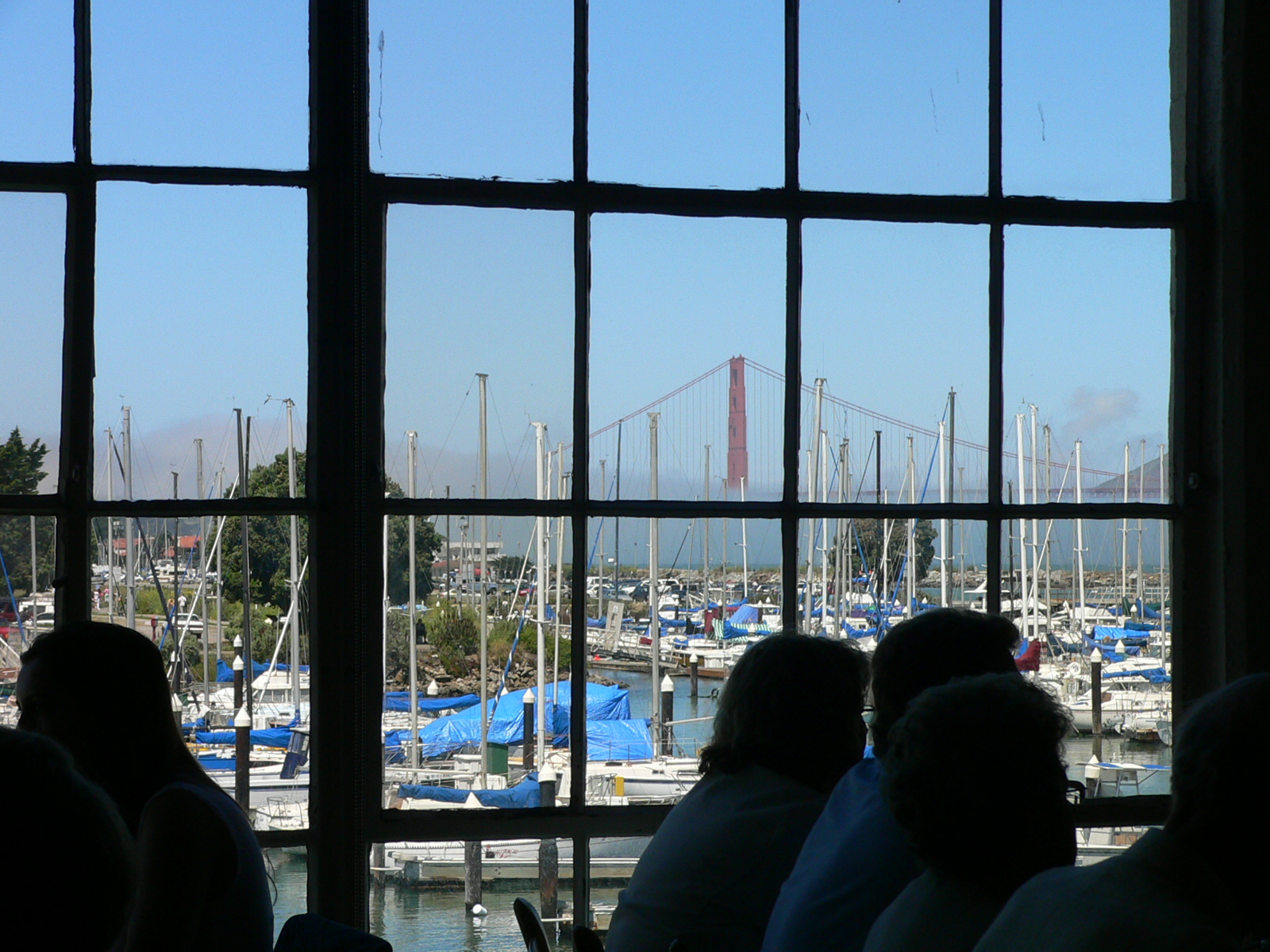
店内から金門橋を望む

グリーンズ（英：Greens）は、アメリカ合衆国カリフォルニア州サンフランシスコのフォートメイソン・センターにある、曹洞宗のサンフランシスコ禅センターが運営する、ベジタリアン・レストラン。

## 概要
1979年にサンフランシスコ禅センターによって設立。アメリカにおけるベジタリアン・レストランの魁けとして、『ニューヨーク・タイムズ』などでも紹介された。
同禅センター内のグリーンガルチ農園で栽培している有機野菜を使用している。

## 書籍
『緑のレシピ』（"The Green's Cookbook"、ISBN 978-0-7679-0823-8）なるデボラ・マディソンとエドワード・エスプ・ブラウンによる料理書がランダムハウスから刊行されている。